# Кіндрашівський заказник
Кіндрашівський — один з об'єктів природно-заповідного фонду Луганської області, загальнозоологічний заказник місцевого значення.

## Розташування
Загальнозоологічний заказник розташований у Станично-Луганському районі Луганської області, в околицях селища міського типу Станиця Луганська, між залізничними станціями Транзитна і Кіндрашівська Нова, в межах Кіндрашівського лісництва Державного підприємства «Станично-Луганське лісомисливське господарство». Граничить зі Станично-Луганським заповідником — відділенням Луганського природного заповідника НАН України. Зі сходу обмежений залізницею, із заходу — річкою Сіверський Донець. Координати: 48° 39' північної широти, 39° 26' 22" східної довготи .

## Історія
Загальнозоологічний заказник місцевого значення «Кіндрашівський» оголошений рішенням Луганської обласної ради народних депутатів № 18/12 від 19 листопада 1997 року.

## Загальна характеристика
Загальнозоологічний заказник «Кіндрашівський» загальною площею 2 205,0 га являє собою ділянку заплави і надзаплавної тераси Сіверського Дінця, що має фауністичну цінність. В заказнику представлені природні і антропогенні комплекси заплави і першої борової тераси Сіверського Дінця з різноманітною фауною, що містить багато видів, що потребують збереження і відновлення.

## Ландшафтний склад
Степи — 0%,

умовно-природні ліси — 40%,

штучні ліси — 60%,

водойми — 0%,

орні землі — 0%,

населені пункти — 0%.

## Рослинний світ
Заплава вкрита широколистяними лісами з дубу звичайного різного віку та ільму гладкого. В меншій кількості представлені ліси з верби білої, осокорові та осикові ліси, а також чорновільшаники. У кущовому ярусі зростають клен татарський, свидина криваво-червона, бруслини європейська й бородавчата. Трав'яний покрив формують лісові й лугові рослини: конвалія звичайна, розхідник звичайний, дзвіночки персиколисті, верболози лугові, воловник звичайний, осока рання.
Також в заказнику репрезентовані справжні остепнені і заболочені луки. На озерах і навколо них зростає різноманітна водна і прибережно-водна рослинність.
На борові терасі зростають чисті культури сосни звичайної віком 30-50 років. На галявинах та вільних від сосни ділянках збереглися фрагменти псамофітного степу і агломеративних угруповань на чистих річкових пісках.
Загалом флористичний склад заказника представлений близько 600 видами судинних рослин, 150 видами водоростей, не менше 30 видами лишайників, мікобіота налічує близько 250 видів (мікро- і макроміцетів).
Флора заказника багата на раритетні види. 30 видів рослин, що зростають на його території занесені до Червоної книги України: сальвінія плаваюча, волошка первинногерберова, ковила дніпровська, рябчик руський, косарики тонкі, тюльпан дібровний, рястка Буше та інші. 3 види занесені до Європейського Червоного списку: глід український, жовтозілля дніпровське, козельці донські. В деяких озерах зустрічаються невеликі популяції латаття білого, угруповання якого занесені до Зеленої книги України. 50 видів рослин охороняються в Луганській області.
В заказнику зростає багато їстівних грибів. У великій кількості восени можна зустріти маслюк звичайний, зростають боровики звичайний і сосновий, моховик тріщинуватий, опеньки осінні, печериця польова. Наявні також отруйні гриби: мухомор звичайний та інші. Серед рідкісних в Україні видів грибів можна зустріти міріостому ніжкову з Європейського Червоного списку і рядовку опеньковидну з Червоної книги України.

## Тваринний світ
Багата флора заказника і різноманітні природні умови обумовлюють багатство фауністичного комплексу. На території заказника представлено близько 40 видів ссавців, 8 з них занесені до Червоної книги України: їжак вухатий, кутора мала, борсук лісовий, перегузня звичайна, підковоніс малий, вечірниця мала, нетопир середземноморський, нічниця війчаста. До складу заказника входить частина Кіндрашівського лісництва із сімома заплавними озерами, що придатні для поселення та вирощування рідкого реліктового звірка — хохулі.
У заказнику також мешкають дрібні мишоподібні, заєць-русак, вивірка звичайна, ондатра, бобер, єнот уссурійський, лисиця звичайна, вовк, сарна, олень, свиня дика.
Орнітофауна заказника виділяється видовим різноманіттям, що налічує близько 200–250 видів птахів, які використовують його як місце гніздування та зупинки на відпочинок при міграціях. 20 видів птахів, що мешкають в заказнику занесені до Червоної книги України: скопа, лунь польовий, підорлик великий, орел-карлик, шуліка чорний, європейський тювик, орлан-білохвіст, журавель сірий, пугач та інші.
Заказник також є місцем проживання 5 видів плазунів і 5 видів амфібій.
З комах тут можна зустріти рідкісних дозорця-імператора, жука-оленя, махаона, поліксену, голуб'янок, бражників, ведмедицю Гера, сколію-гіганта, бджолу-тесляра, джмелів та інших.
Озера, стариці та річка в межах заказника репрезентують різноманітний видовий склад іхтіофауни, що налічує близько 30 видів риб. У водоймищах водяться плотва, щука, краснопірка, сазан, окунь, йорж, карасі золотистий та сріблястий, верхівка, лин, в'язь та інші. В Сіверському Дінці в межах заказника зустрічаються риби з Червоної книги України: вирезуб і ялець Данилевського.

## Галерея

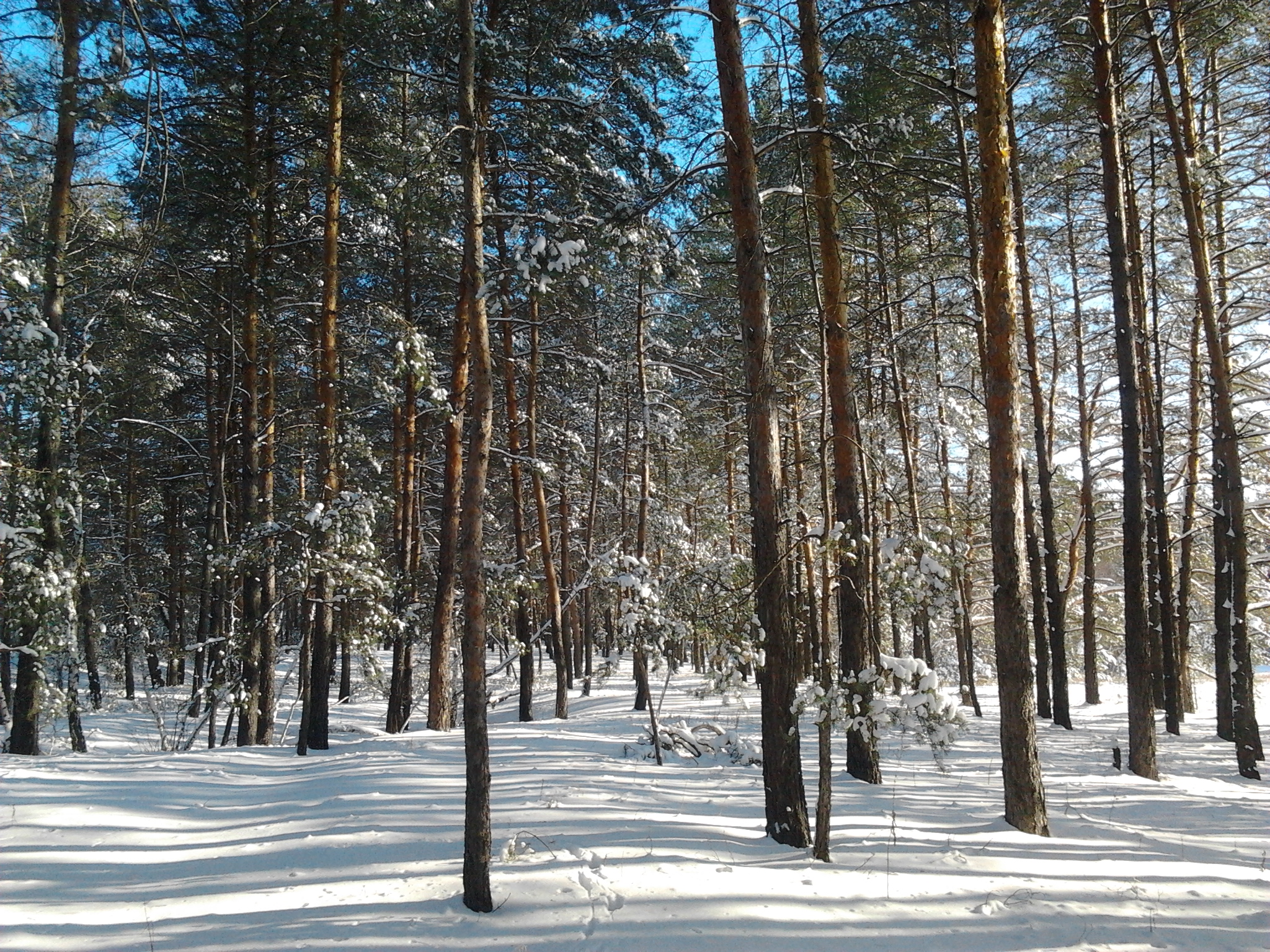
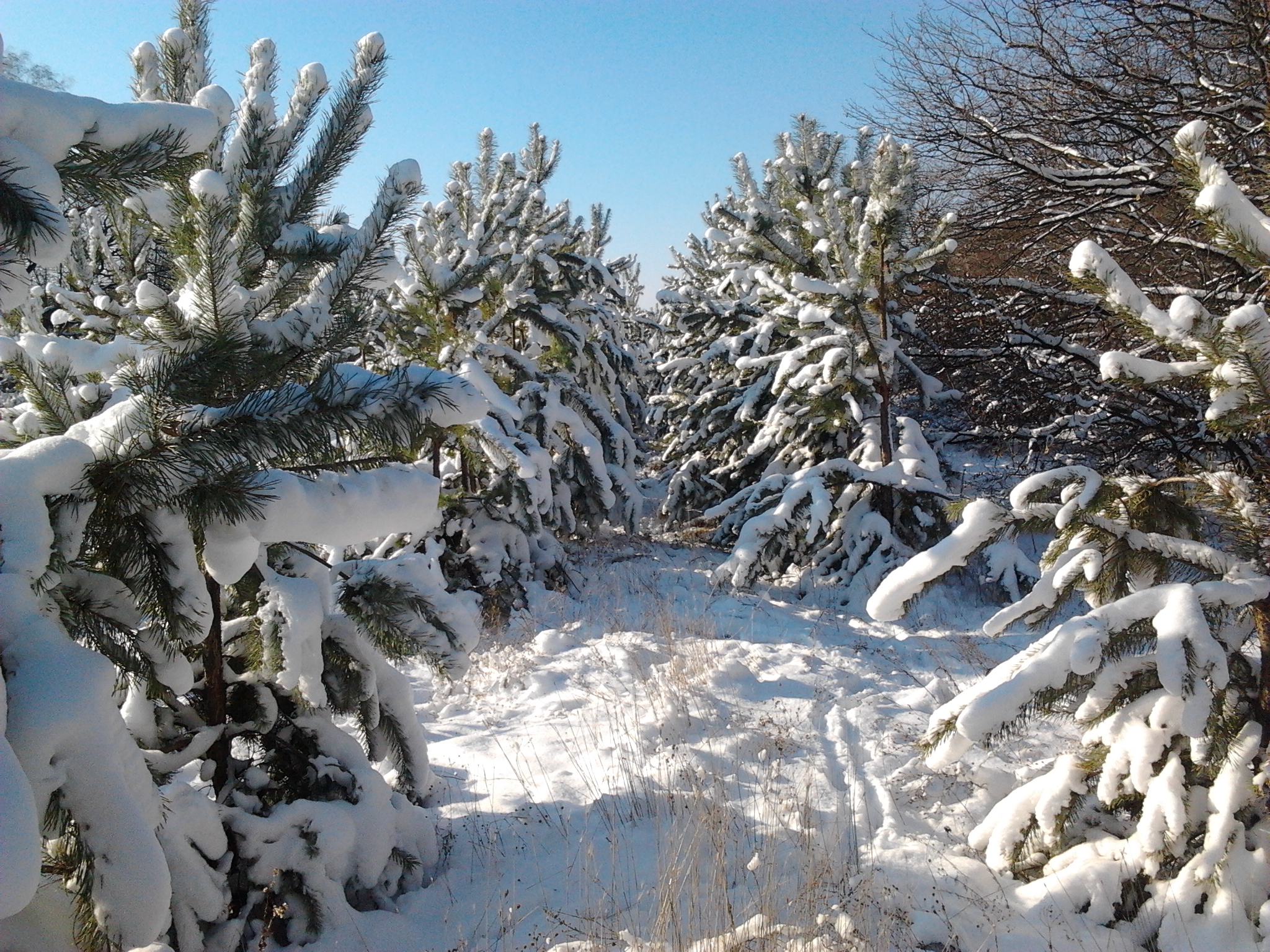
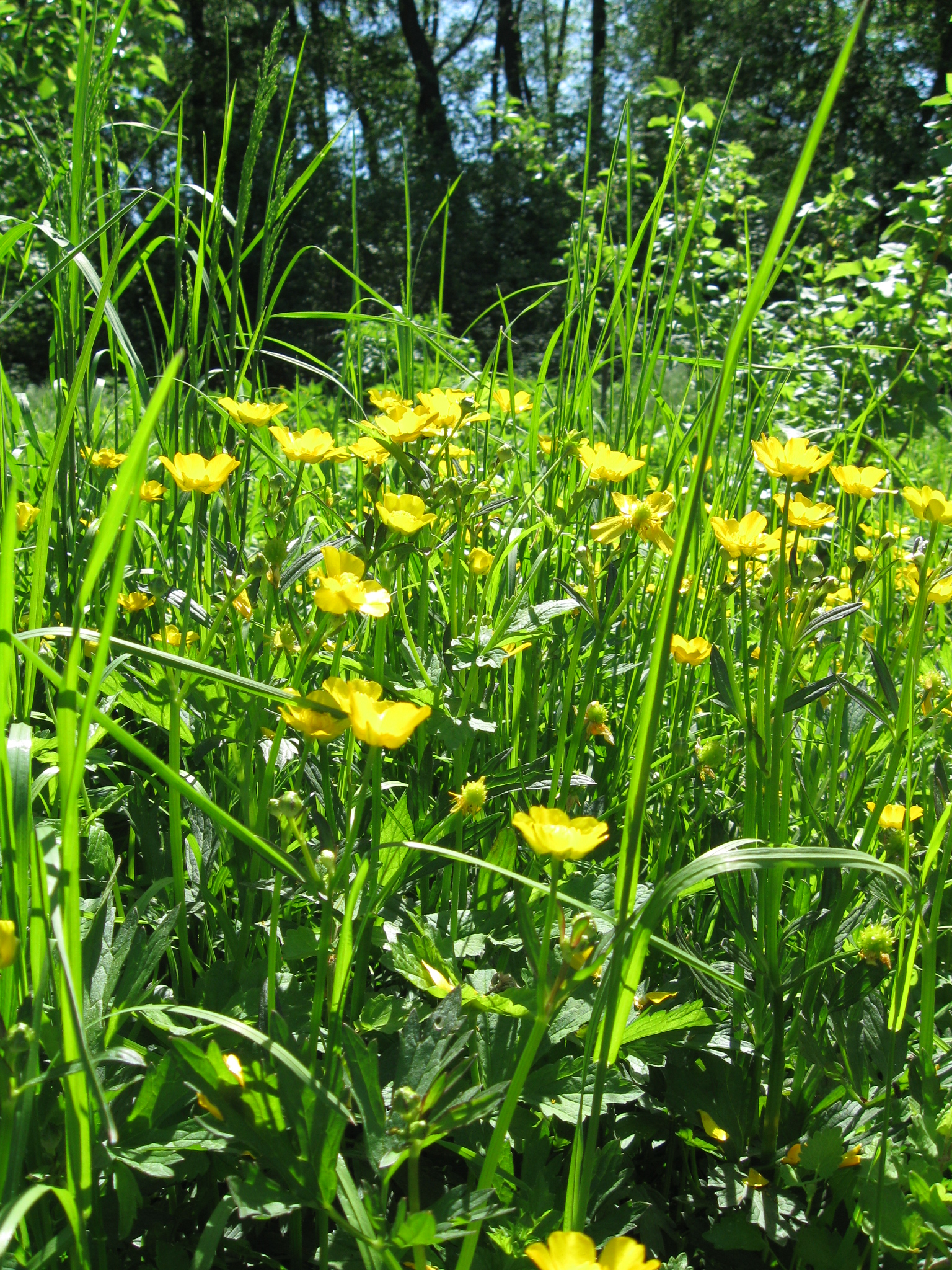
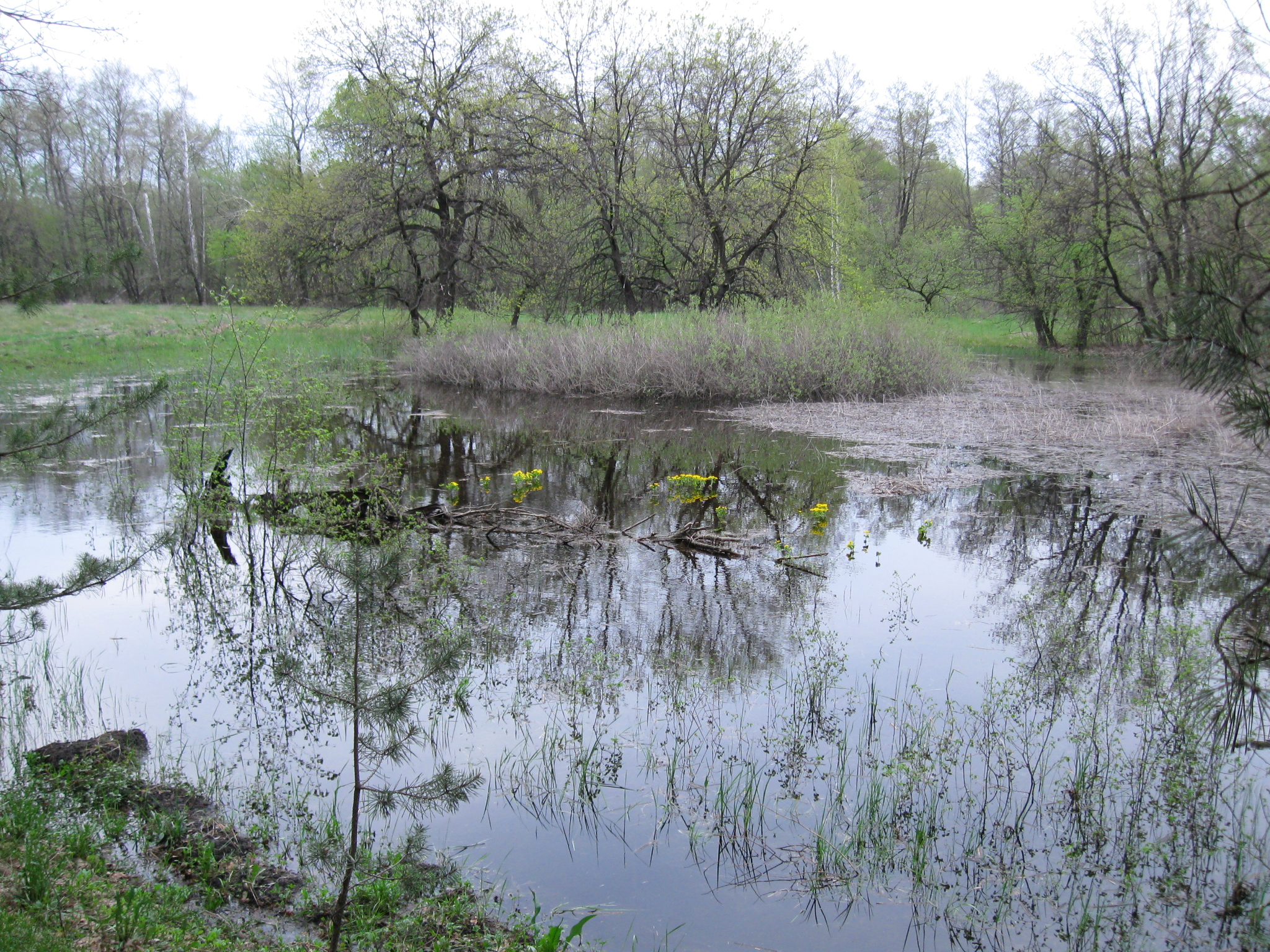
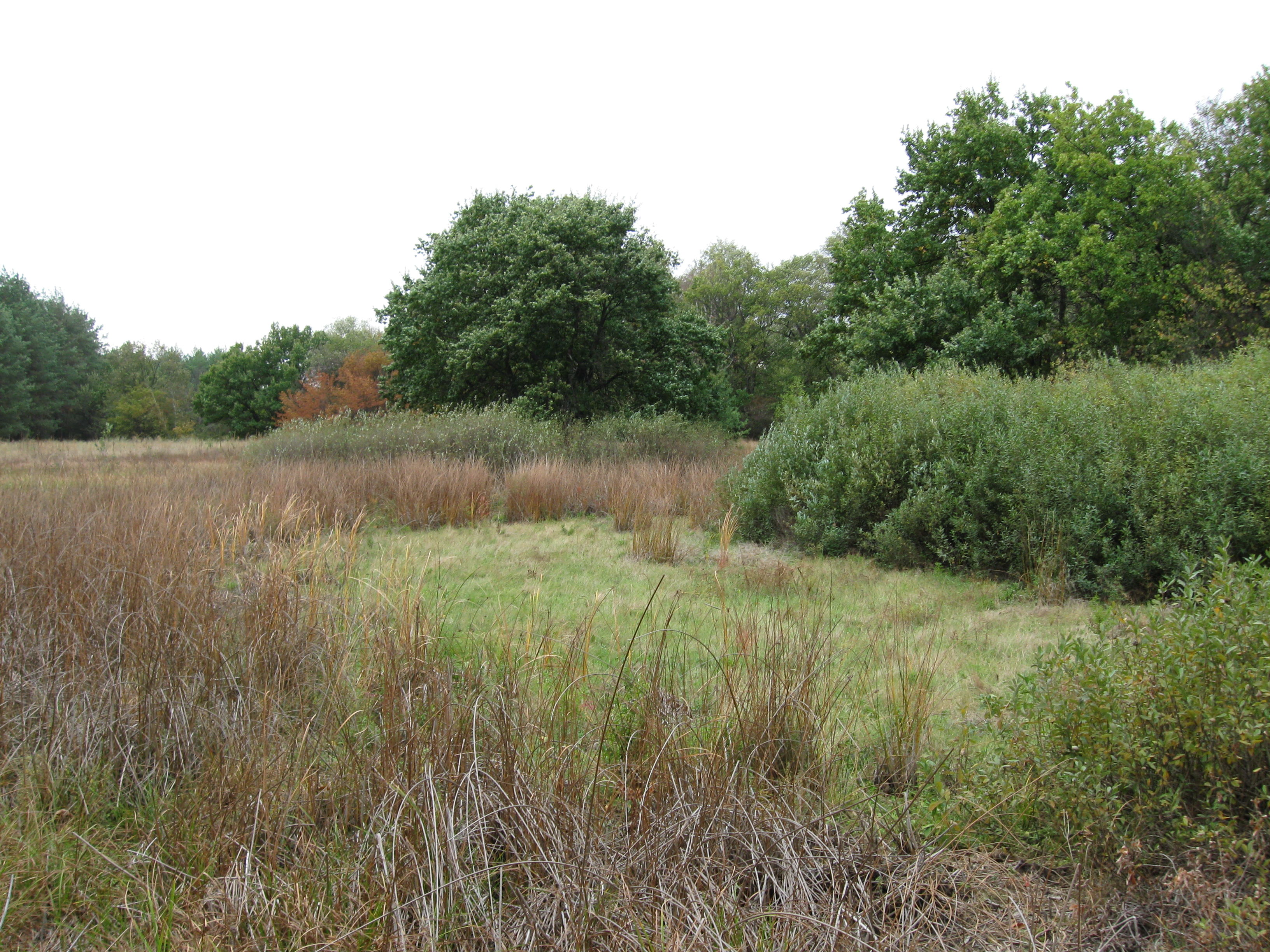